# Leichtathletik-Weltmeisterschaften 1983/1500 m der Männer

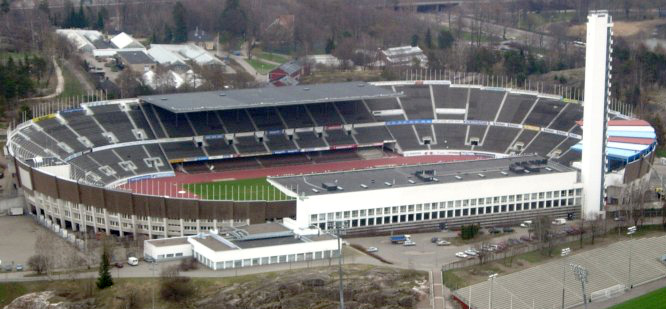
Das Olympiastadion in Helsinki

Der 1500-Meter-Lauf der Männer bei den Leichtathletik-Weltmeisterschaften 1983 fand am 12., 13. und 14. August 1983 in Helsinki, Finnland, statt.
50 Athleten aus 39 Ländern nahmen an dem Wettbewerb teil. Die Goldmedaille gewann der britische Europameister von 1982 Steve Cram mit 3:41,59 Minuten, Silber ging an den US-Amerikaner Steve Scott mit 3:41,87 Minuten und die Bronzemedaille gewann der Marokkaner Saïd Aouita mit 3:42,02 Minuten.

## Rekorde
Vor dem Wettbewerb galten folgende Rekorde:
| Weltrekord               | Steve Ovett                                                                 | 3:31,36 min                                                                 | Koblenz, Deutschland                                                        | 27. August 1980                                                             |
| Weltmeisterschaftsrekord | Es gab noch keine WM-Rekorde, die Veranstaltung wurde erstmals ausgetragen. | Es gab noch keine WM-Rekorde, die Veranstaltung wurde erstmals ausgetragen. | Es gab noch keine WM-Rekorde, die Veranstaltung wurde erstmals ausgetragen. | Es gab noch keine WM-Rekorde, die Veranstaltung wurde erstmals ausgetragen. |

Der WM-Rekord wurde nach und nach auf zuletzt 3:35,77 min gesteigert (Steve Cram, Vereinigtes Königreich im Halbfinale am 13. August 1983).

## Vorläufe
12. August 1983
Aus den vier Vorläufen qualifizieren sich die jeweils vier Ersten jedes Laufes – hellblau unterlegt – und zusätzlich die neun Zeitschnellsten – hellgrün unterlegt – für das Halbfinale.

### Lauf 1
| Platz | Athlet               | Land               | Zeit (min) |
| ----- | -------------------- | ------------------ | ---------- |
| 1     | Pierre Délèze        | Schweiz            | 3:42,28 CR |
| 2     | Sydney Maree         | Vereinigte Staaten | 3:43,13    |
| 3     | Uwe Becker           | BR Deutschland     | 3:43,18    |
| 4     | Ray Flynn            | Irland             | 3:43.28    |
| 5     | João Campos          | Portugal           | 3:43,44    |
| 6     | Kipkoech Cheruiyot   | Kenia              | 3:43.59    |
| 7     | Nikolai Kirow        | Sowjetunion        | 3:43,77    |
| 8     | Jan Persson          | Schweden           | 3:43,83    |
| 9     | Dave Reid            | Kanada             | 3:45,08    |
| 10    | Mohamed Neji Henkiri | Tunesien           | 3:45,90    |
| 11    | Jama Aden            | Somalia            | 3:46,87    |
| 12    | Tisbite Rakotoarisoa | Madagaskar         | 3:52,91    |
| 13    | Luis Munguia         | Nicaragua          | 4:02,06    |

### Lauf 2
| Platz | Athlet           | Land                   | Zeit (min) |
| ----- | ---------------- | ---------------------- | ---------- |
| 1     | Steve Cram       | Vereinigtes Königreich | 3:40,17 CR |
| 2     | Saïd Aouita      | Marokko                | 3:40,39    |
| 3     | Frank O’Mara     | Irland                 | 3:40,53    |
| 4     | John Walker      | Neuseeland             | 3:40,67    |
| 5     | Piotr Kurek      | Polen                  | 3:40,96    |
| 6     | Niels Kim Hjorth | Dänemark               | 3:41,29    |
| 7     | Peter Wirz       | Schweiz                | 3:41,69    |
| 8     | Philippe Dien    | Frankreich             | 3:43,15    |
| 9     | Spyros Spyrou    | Griechenland           | 3:43,04    |
| 10    | Paul Rugut       | Kenia                  | 3:46,00    |
| 11    | Jimmy Igohe      | Tansania               | 3:48,58    |
| 12    | Charlie Oliver   | Salomonen              | 4:18,24    |
|       | Mehdi Aidet      | Algerien               | DNS        |

### Lauf 3
| Platz | Athlet                | Land                            | Zeit (min) |
| ----- | --------------------- | ------------------------------- | ---------- |
| 1     | Andreas Busse         | Deutsche Demokratische Republik | 3:38,65 CR |
| 2     | Steve Ovett           | Vereinigtes Königreich          | 3:39,00    |
| 3     | Dragan Zdravković     | Jugoslawien                     | 3:39,18    |
| 4     | Jan Kubista           | Tschechoslowakei                | 3:39,20    |
| 5     | Tom Byers             | Vereinigte Staaten              | 3:39,41    |
| 6     | Eddy Stevens          | Belgien                         | 3:39,77    |
| 7     | Stefano Mei           | Italien                         | 3:39,93    |
| 8     | José Luís Gonzalez    | Spanien                         | 3:41,29    |
| 9     | Pascal Thiébaut       | Frankreich                      | 3:41,51    |
| 10    | Amar Brahmia          | Algerien                        | 3:42,75    |
| 11    | Omer Khalifa          | Sudan                           | 3:48,23    |
| 12    | John Chappory         | Gibraltar                       | 3:56,92    |
| 13    | Jean-Marie Rudasinqwa | Ruanda                          | 3:57,49    |

### Lauf 4
| Platz | Athlet               | Land                   | Zeit (min) |
| ----- | -------------------- | ---------------------- | ---------- |
| 1     | Steve Scott          | Vereinigte Staaten     | 3:37,87 CR |
| 2     | José Manuel Abascal  | Spanien                | 3:38,06    |
| 3     | Claudio Patrignani   | Italien                | 3:38,35    |
| 4     | Graham Williamson    | Vereinigtes Königreich | 3:38,99    |
| 5     | Abderrahmane Morceli | Algerien               | 3:39,77    |
| 6     | Robert Nemeth        | Österreich             | 3:39,93    |
| 7     | Mike Boit            | Kenia                  | 3:40,06    |
| 8     | Antti Loikkanen      | Finnland               | 3:44,47    |
| 9     | Sermet Timurlenk     | Türkei                 | 3:46,74    |
| 10    | Mohammed Darwish     | Irak                   | 3:50,04    |
| 11    | Ibrahim Malallah     | Katar                  | 3:52,05    |
| 12    | Masini Situ-Kubanza  | Zaire                  | 4:06,44    |
| 13    | Sekou Camara         | Guinea                 | 4:08,46    |

## Halbfinale
13. August 1983
Aus den zwei Halbfinalläufen qualifizieren sich die jeweils fünf Ersten jedes Laufes – hellblau unterlegt – und zusätzlich die zwei Zeitschnellsten – hellgrün unterlegt – für das Halbfinale.

### Lauf 1
| Platz | Athlet               | Land                            | Zeit (min) |
| ----- | -------------------- | ------------------------------- | ---------- |
| 1     | Steve Scott          | Vereinigte Staaten              | 3:36,43 CR |
| 2     | Saïd Aouita          | Marokko                         | 3:36,43    |
| 3     | Jan Kubista          | Tschechoslowakei                | 3:37,12    |
| 4     | Uwe Becker           | BR Deutschland                  | 3:37,27    |
| 5     | Andreas Busse        | Deutsche Demokratische Republik | 3:37,54    |
| 6     | José Luís Gonzalez   | Spanien                         | 3:38,77    |
| 7     | Niels Kim Hjorth     | Dänemark                        | 3:39,75    |
| 8     | Abderrahmane Morceli | Algerien                        | 3:39,88    |
| 9     | Stefano Mei          | Italien                         | 3:41,78    |
| 10    | Graham Williamson    | Vereinigtes Königreich          | 3:45,84    |
| 11    | Frank O’Mara         | Irland                          | 3:47,10    |
|       | Robert Nemeth        | Österreich                      | DNF        |

### Lauf 2
| Platz | Athlet              | Land                   | Zeit (min) |
| ----- | ------------------- | ---------------------- | ---------- |
| 1     | Steve Cram          | Vereinigtes Königreich | 3:35,77 CR |
| 2     | Steve Ovett         | Vereinigtes Königreich | 3:36,26    |
| 3     | José Manuel Abascal | Spanien                | 3:36,35    |
| 4     | Pierre Délèze       | Schweiz                | 3:36,37    |
| 5     | John Walker         | Neuseeland             | 3:36,52    |
| 6     | Dragan Zdravković   | Jugoslawien            | 3:37,31    |
| 7     | Mike Boit           | Kenia                  | 3:37,75    |
| 8     | Claudio Patrignani  | Italien                | 3:38,36    |
| 9     | Sydney Maree        | Vereinigte Staaten     | 3:38,65    |
| 10    | Piotr Kurek         | Polen                  | 3:39,54    |
| 11    | Ray Flynn           | Irland                 | 3:40,26    |
| 12    | Eddy Stevens        | Belgien                | 3:42,63    |
| 13    | Tom Byers           | Vereinigte Staaten     | 3:43,97    |

## Finale
14. August 1983
| Platz | Athlet              | Land                            | Zeit (min) |
| ----- | ------------------- | ------------------------------- | ---------- |
|       | Steve Cram          | Vereinigtes Königreich          | 3:41,59    |
|       | Steve Scott         | Vereinigte Staaten              | 3:41,87    |
|       | Saïd Aouita         | Marokko                         | 3:42,02    |
| 4     | Steve Ovett         | Vereinigtes Königreich          | 3:42,34    |
| 5     | José Manuel Abascal | Spanien                         | 3:42,47    |
| 6     | Pierre Délèze       | Schweiz                         | 3:43,69    |
| 7     | Andreas Busse       | Deutsche Demokratische Republik | 3:43,72    |
| 8     | Dragan Zdravković   | Jugoslawien                     | 3:43,75    |
| 9     | John Walker         | Neuseeland                      | 3:44,24    |
| 10    | Jan Kubista         | Tschechoslowakei                | 3:44,30    |
| 11    | Uwe Becker          | BR Deutschland                  | 3:45,09    |
| 12    | Mike Boit           | Kenia                           | 3:46,46    |

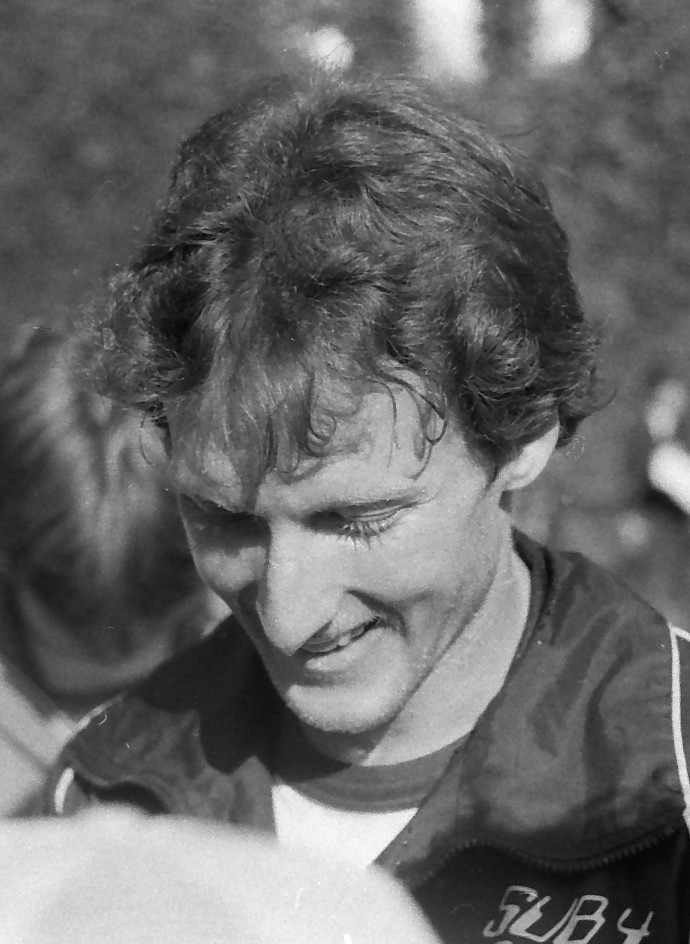
Vizeweltmeister Steve Scott

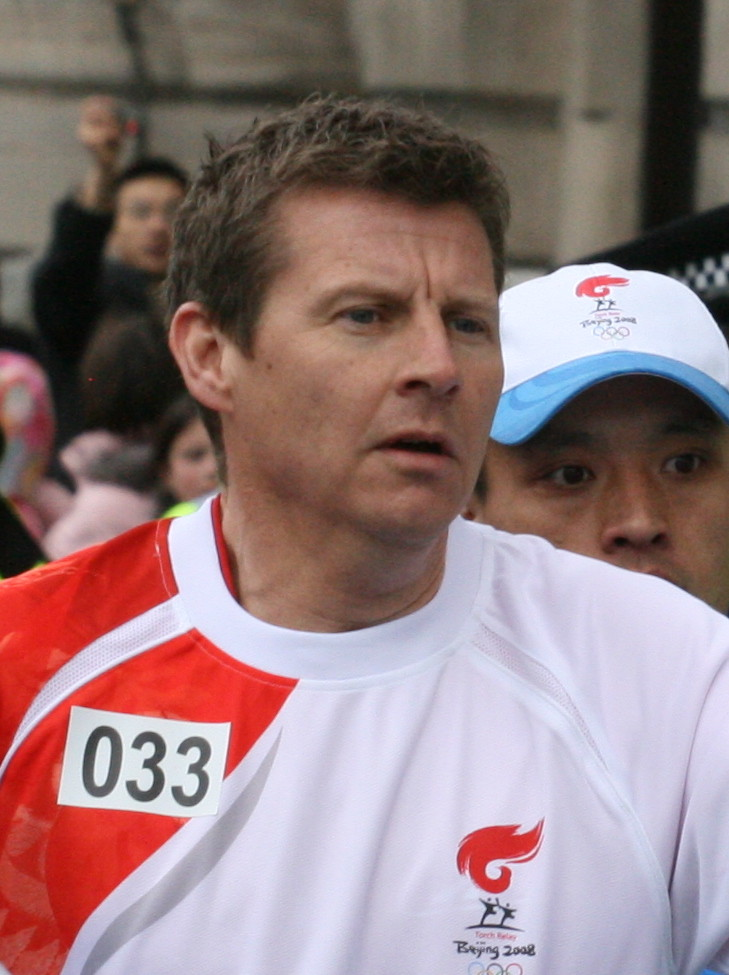
Nach dem EM-Titel 1982 nun der WM-Titel für Steve Cram

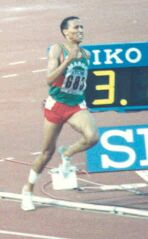
Bronzemedaillengewinner Saïd Aouita
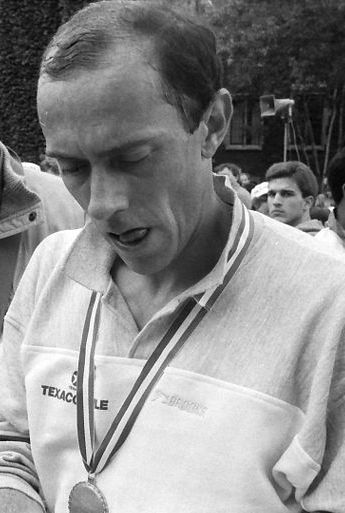
Steve Ovett, 1978 Europameister und 1980 Olympiadritter, musste mit Rang vier zufrieden sein
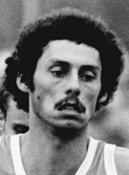
Andreas Busse kam auf den siebten Platz
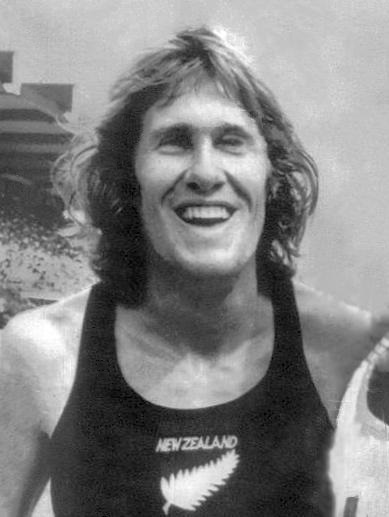
John Walker, 1976 Olympiasieger, erreichte Platz neun

## Video
- 1983 World Athletics Championship Men's 1500m final auf youtube.com, abgerufen am 26. März 2020